# OGAE Second Chance Contest
El OGAE Second Chance Contest (Concurso OGAE Segunda Oportunidad) es un evento visual fundado en 1987 y organizado por los miembros de la OGAE. Cuatro países compitieron en la primera edición que se celebró en 1987. Antiguamente era un evento no televisado, que fue evolucionando con el uso del video y, en la actualidad, el DVD y Youtube.
Cada verano después del Festival de la Canción de Eurovisión, cada miembro puede enviar una canción que no lograra ganar la selección nacional de su país en el festival del año en curso. Los miembros de cada país escogen entre las canciones no ganadoras y eligen una para que les represente en el evento. Cada país miembro de OGAE envía sus votos a la organizadora del año en curso. Desde 1993 se han usado jurados invitados para que voten.

## Historia
El concurso comenzó en 1987, cuando era conocido como "Europe's Favourite" ("La favorita de Europa"). Cuatro países compitieron en la primera edición, Países Bajos, Noruega, Suecia y Reino Unido. Rápidamente, el concurso se expandió, y en la actualidad compiten más de 20 países cada año. Por la naturaleza de algunos países y sus finales nacionales, es común que algunos países compitan esporádicamente en el evento.

## Formato
El concurso tiene lugar durante el verano posterior al Festival de Eurovisión del año en curso. Cada miembro de OGAE envía un video de la canción participante a todos los miembros restantes. Entonces, los votos se envían al organizador, normalmente el país ganador del año anterior, que entonces organiza la final. El sistema de votación ha evolucionado desde los primeros años votando con solo audio, al uso posterior del video, DVD y Youtube.
Antiguamente, se permitía competir a países que no habían tenido final nacional televisada. Y se enviaron canciones así entre 1989 y 1991, cuando OGAE España envió canciones que se sabía habían formado parte del proceso interno se selección. En 1990, 1991, 1998 y 1999, Italia compitió con canciones ganadoras del Festival de Sanremo, conocido por ser la base del Festival de Eurovisión. Después de 1999, se estableció una nueva regla que permitía competir solo a canciones pertenecientes a finales nacionales televisada. Esto hizo que muchos países no pudieran competir durante muchos años por no tener final nacional en su país. En 1993 se usó jurados invitados en la votación. Estos jurados estaban compuestos por miembros que no podían participar al no tener final nacional en su país.

## Participación
La participación en el Second Chance Contest requiere que los participantes hayan tenido una final nacional televisada en su país para el festival del año en curso. Hasta la fecha, han competido 37 países al menos una vez. Se listan en la siguiente tabla junto al año en que hicieron su debut:
| Año  | País(es) que debutaba(n)                                                            |
| ---- | ----------------------------------------------------------------------------------- |
| 1987 | Países Bajos, Noruega, Suecia, Reino Unido                                          |
| 1988 | Dinamarca, Finlandia, Alemania, Grecia, Irlanda, Israel                             |
| 1989 | España                                                                              |
| 1990 | Austria, Chipre, Italia, Portugal                                                   |
| 1991 | Suiza, Yugoslavia                                                                   |
| 1992 | Bélgica                                                                             |
| 1993 | Croacia, Estonia, Hungría, Islandia, Malta, Rumanía, Eslovaquia, Eslovenia, Turquía |
| 1994 | Rusia                                                                               |
| 1996 | Bosnia-Herzegovina, Macedonia del Norte                                             |
| 1999 | Francia                                                                             |
| 2000 | Letonia                                                                             |
| 2001 | Lituania                                                                            |
| 2003 | Polonia                                                                             |
| 2004 | Serbia-Montenegro                                                                   |
| 2006 | Ucrania                                                                             |
| 2007 | Serbia                                                                              |
| 2009 | Andorra, Moldavia, Resto del mundo                                                  |
| 2010 | Armenia, Azerbaiyán, Bulgaria (como Resto del mundo)                                |

OGAE Resto del mundo representa a los países que no tienen una OGAE propia. Su primera participación llegó en la edición de 2009 donde les representó Eslovaquia.

## Ganadores
Hasta ahora han ganado el concurso diez países. El país que más éxito ha tenido ha sido OGAE Suecia, que ha ganado 16 veces en total, la mitad del total de ediciones. La banda sueca Alcázar, que ganaron en 2003 y 2005, son los únicos artistas que han ganado el concurso más de una vez.

### Second Chance Contest
| Año  | Ganador                    | Canción                     | Intérprete         | Segundo puesto       | Posición en la final nacional | Ciudad organizadora             |
| ---- | -------------------------- | --------------------------- | ------------------ | -------------------- | ----------------------------- | ------------------------------- |
| 1987 | Suecia                     | Högt över havet             | Arja Saijonmaa     | Noruega Países Bajos | 2.º                           | Huizen                          |
| 1988 | Suecia                     | Om igen                     | Lena Philipsson    | Finlandia            | 2.º                           | Östersund                       |
| 1989 | Dinamarca                  | Landet Camelot              | Lecia Jønsson      | Suecia               | 2.º                           | Östersund                       |
| 1990 | Suecia                     | Mitt i ett äventyr          | Carola             | Italia               | 2.º                           | Östersund                       |
| 1991 | Suecia                     | Tvillingsjäl                | Pernilla Wahlgren  | Grecia               | n/a                           | Östersund                       |
| 1992 | Noruega                    | Du skal få din dag i morgen | Wenche Myhre       | Israel               | 3.º                           | Montabaur                       |
| 1993 | Noruega                    | Din egen stjerne            | Merethe Trøan      | Países Bajos         | 6.º                           | Oslo                            |
| 1994 | Suecia                     | Det vackraste jag vet       | Gladys Del Pilar   | Reino Unido          | 2.º                           | Oslo                            |
| 1995 | Suecia                     | Det vackraste               | Cecilia Vennersten | Reino Unido          | 2.º                           | Örebro                          |
| 1996 | Suecia                     | Juliette & Jonathan         | Lotta Engberg      | Croacia              | 3.º                           | Farsta                          |
| 1997 | Italia                     | Storie                      | Anna Oxa           | Irlanda              | 2.º                           | Hanover                         |
| 1998 | Países Bajos               | Alsof je bij me bent        | Nurlaila           | Suecia               | 2.º                           | Hamburg                         |
| 1999 | Turquía                    | Unuttuğumu Sandığım Anda    | Feryal Başel       | Bélgica              | 2.º                           | Emmen                           |
| 2000 | Finlandia                  | Oot voimani mun             | Anna Eriksson      | Reino Unido          | 2.º                           | Estambul                        |
| 2001 | Suecia                     | Allt som jag ser            | Barbados           | España               | 2.º                           | Helsinki                        |
| 2002 | España                     | Corazón latino              | David Bisbal       | Suecia               | 2.º                           | Estocolmo                       |
| 2003 | Suecia                     | Not a Sinner Nor a Saint    | Alcázar            | Eslovenia            | 3.º                           | Las Palmas de Gran Canaria      |
| 2004 | España                     | Mi obsesión                 | Davinia            | Suecia               | n/a                           | Växjö                           |
| 2005 | Suecia                     | Alcastar                    | Alcázar            | Serbia-Montenegro    | 3.º                           | Bilbao                          |
| 2006 | Eslovenia                  | Mandoline                   | Saša Lendero       | Noruega              | 2.º                           | Estocolmo                       |
| 2007 | Suecia                     | Cara Mia                    | Måns Zelmerlöw     | Reino Unido          | 3.º                           | Ljubljana                       |
| 2008 | Suecia                     | Empty Room                  | Sanna Nielsen      | España               | 2.º                           | Estocolmo                       |
| 2009 | Dinamarca                  | Someday                     | Hera Björk         | Suecia               | 2.º                           | Estocolmo                       |
| 2010 | Suecia                     | Kom                         | Timoteij           | Dinamarca            | 5.º                           | Copenhague                      |
| 2011 | Islandia (Resto del mundo) | Nótt                        | Yohanna            | Suecia               | n/a                           | Gotemburgo                      |
| 2012 | España                     | Tu vida es tu vida          | Pastora Soler      | Suecia               | 2.º                           | Johannesburgo (Resto del mundo) |
| 2013 | Noruega                    | Bombo                       | Adelén             | Italia               | 2.º                           | Barcelona                       |
| 2014 | Suecia                     | Survivor                    | Helena Paparizou   | España               | 4.º                           | Oslo                            |
| 2015 | Italia                     | Fatti avanti amore          | Nek                | Suecia               | 2.º                           | Estocolmo                       |
| 2016 | Polonia                    | Cool Me Down                | Margaret           | Suecia               | 2.º                           | Siena                           |
| 2017 | Suecia                     | A Million Years             | Mariette           | Italia               | 4.º                           | Varsovia                        |
| 2018 | Italia                     | Il mondo prima di te        | Annalisa           | Francia              | 3.ª                           | Eskilstuna                      |
| 2019 | Francia                    | Tous les deux               | Seemone            | Italia               | 2ª                            | Udine                           |
| 2020 | Suecia                     | Kingdom Come                | Anna Bergendahl    | Finlandia            | 3ª                            | París/Lille/Limoges             |
| 2021 | Noruega                    | Monument                    | KEiiNO             | Suecia               | 2ª                            | Estocolmo                       |
| 2022 | Suecia                     | In i dimman                 | Medina             | Finlandia            | 3ª                            | Oslo                            |
| 2023 | Suecia                     | Air                         | Marcus & Martinus  | Noruega              | 2º                            | Eskilstuna                      |
| 2024 | Italia                     | Sinceramente                | Annalisa           | Suecia               | 3º                            | Borås                           |

## Por país
| Victorias | País         | Año(s) |
| --------- | ------------ | --- |
| 18        | Suecia       | 1987, 1988, 1990, 1991, 1994, 1995, 1996, 2001, 2003, 2005, 2007, 2008, 2010, 2014, 2017, 2020, 2022, 2023 |
| 4         | Noruega      | 1992, 1993, 2013, 2021                                                                                     |
| 4         | Italia       | 1997, 2015, 2018, 2024                                                                                     |
| 3         | España       | 2002, 2004, 2012                                                                                           |
| 2         | Dinamarca    | 1989, 2009                                                                                                 |
| 1         | Países Bajos | 1998 |
| 1         | Turquía      | 1999 |
| 1         | Finlandia    | 2000 |
| 1         | Eslovenia    | 2006 |
| 1         | Islandia     | 2011 |
| 1         | Polonia      | 2016 |
| 1         | Francia      | 2019 |